# Beat Tschümperlin
Beat Tschümperlin (* 29. Juni 1954 in Hergiswil; † 4. November 2004) war ein Schweizer Politiker (CVP).

## Leben
Tschümperlin studierte an der Universität Freiburg i. Üe. Recht und legte 1980 das Staatsexamen als Rechtsanwalt und Urkundsperson ab. Von 1982 bis 1994 war er im Gemeinderat von Hergiswil, die letzten acht Jahre als Gemeindepräsident. Von 1994 bis 2002 gehörte Tschümperlin dem Landrat an. Gleichzeitig leitete er die CVP-Kantonalpartei Nidwalden. Seit dem 1. Juli 2002 war er Nidwaldner Regierungsrat und Chef der dortigen Baudirektion.
Aus gesundheitlichen Gründen schied Tschümperlin Ende September 2004 auf eigenen Wunsch aus dem Regierungsrat aus. Er starb am 4. November 2004 im Alter von 50 Jahren an den Folgen einer Krebserkrankung. Er hinterliess eine Frau und zwei Söhne.